# Clistoabdominalis tharra
Clistoabdominalis tharra är en tvåvingeart som beskrevs av Skevington 2001. Clistoabdominalis tharra ingår i släktet Clistoabdominalis och familjen ögonflugor. Inga underarter finns listade i Catalogue of Life.